# Bernard Morel
Bernard Morel   (segon districte de Lió, 30 de març de 1925 - Roanne, 23 d'octubre de 2023) fou un tirador d'esgrima francès, especialista en sabre, que va competir durant la dècada de 1950.
El 1952 va prendre part en els Jocs Olímpics d'Estiu de Hèlsinki, on guanyà la medalla de bronze en la competició de sabre per equips del programa d'esgrima. Quatre anys més tard, als Jocs de Melbourne, fou quart en la mateixa prova.
En el seu palmarès també destaca una medalla de bronze al Campionat del Món d'esgrima de 1954 i una de bronze als Jocs del Mediterrani de 1951.